# 遺書

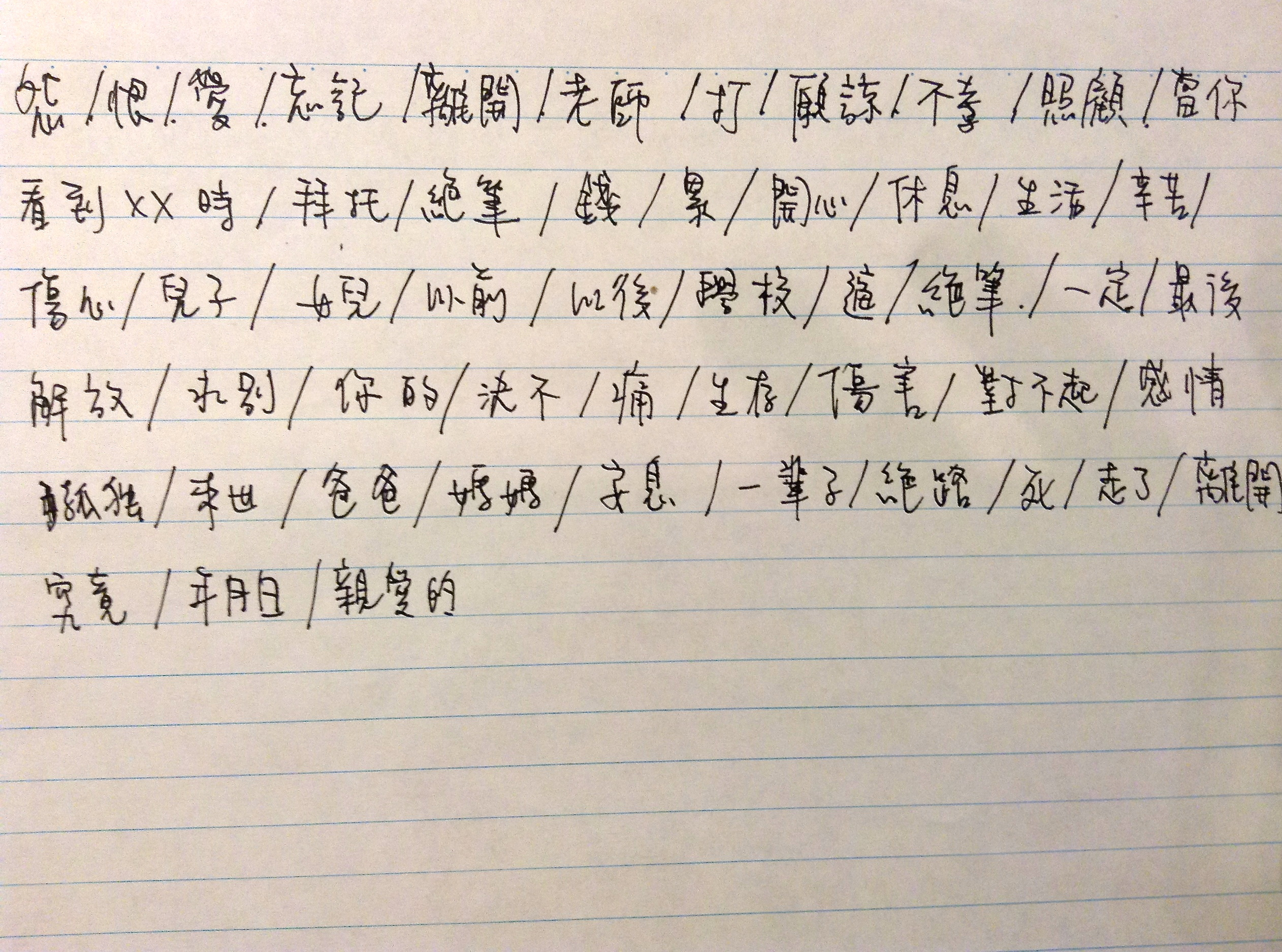
遺書參考用詞

遺書是當人得知自己即將死亡時，留下的文字訊息，也有可能是在要自殺或是有自殺意圖時留下的文字訊息。

## 概觀
世界上估計25%至30%的自殺會伴隨著遺書，不過這部份也有文化及民族的差異，在一些地方的自殺遺書比例可以到50%。自殺遺書的內容可能是懇求家人及朋友的原諒，說明自殺的原因，或是對自身生活失敗的不滿。
須注意遺囑和遺書略有不同，在許多國家遺囑須符合法定要式，法定要式是指法律為求某種特定目的，通常是為了審慎的法律觀，制定了某些既定的要件以供遵循，如果欠缺所要求的格式時該法律行為無效，尤其是其中涉及財產等分配效果。但也有遺書可以視同法律效果的型態這更取決於各國在各案件中的司法官員見解。例如一個日本案例中日本三菱電機的一個職業場所中出現職場霸凌，上司辱罵下屬的內容被記載於下屬自殺後的遺書內，以此遺書證據兵庫縣警方將死者的上司以教唆自殺罪嫌函送法辦。所以遺書具有一定法律效力但其常見難點在於不符合法定要式情況下，拿出遺書者要如何證明遺書出自本人親筆且非強迫下的天然意願，此一造成司法舉證難點是常見敗訴理由，所以遺書還是在生前以嚴謹法定流程在律師等處所書寫方為減少糾紛。

## 著名遺書
- 林覺民《與妻訣別書》
- 張國榮的遺書